# Fusanosuke Kuhara
Fusanosuke Kuhara (久原 房之助, Kuhara Fusanosuke, 12 de julio de 1869 – 29 de enero de 1965) fue un empresario, político y ministro del imperio japonés anterior a la Segunda Guerra Mundial.

## Biografía
Nació en Hagi, prefectura de Yamaguchi. Su familia era productora de sake. Su hermano fue el fundador de la empresa Nippon Suisan Kaisha y su tío Fujita Densaburō fue el fundador de Fujita zaibatsu. Kuhara estudió en la Escuela comercial de Tokio (predecesora de la Universidad de Hitotsubashi) y se graduó de la Universidad de Keiō.
Luego de graduarse él empezó a trabajar con Morimura-gumi, pero bajo recomendación del político de la antigua región de Chōshū Inoue Kaoru, cambió de empleador, yéndose a trabajar en la empresa de su tío Fujita-gumi. En 1891 fue designado en la gerencia de la mina Kosaka en Kosaka, Akita, una de las más grandes minas de plomo, cobre y zinc en Japón. Kuhara implementó nuevas teconologías en la mina y la hizo rentable.
En 1903 dejó Fujita-gumi y compró la mina de cobre Akazawa en la prefectura de Ibaraki, renombrándola Mina de cobre Hitachi. En 1910 fundó la compañía Hitachi, uniendo sus operaciones en Kuhara Kōgyō en 1912. La mina se convirtió en la segunda productora de cobre en Japón en 1914 por la mecanización implementada y debido a técnicas de producción mejoradas.
Previo a la Primera Guerra Mundial, Kuhara extendió su operación a un amplio rango de empresas, trabajando desde astilleros hasta la producción de fertilizantes, pasando por industria petroquímica, seguros de vida, transporte y ventas. De esta forma creó un conglomerado en 1912 (conocido durante la época en la que esto ocurría en Japón como Zaibatsu) y denominándolo Kuhara zaibatsu. El conglomerado sufrió de dificultades financieras en la época posterior a la Primera Guerra Mundial requiriendo ayuda de terceros.

## Residencia
Una de sus residencias se ubicó en la villa de Sumiyoshi. Kobe (ahora en las cercanías de la estación Sumiyoshi y cerca de la escuela Nada High School). Su residencia tenía un hospital, una planta de generación eléctrica y un sistema de aire acondicionado, en tiempos en donde no era común tener aire acondicionado. En el jardín de su residencia funcionaban locomotoras reales para entretenimiento de sus hijos.